# مونتانژ
مونتانژ (به فرانسوی: Montanges) یک کمون در فرانسه است که در Canton of Bellegarde-sur-Valserine واقع شده‌است.

## خصوصیات
مونتانژ ۱۳٫۷۰ کیلومترمربع مساحت و ۳۳۱ نفر جمعیت دارد.